# Simon Dolar
Simon Dolar [símon dólar], slovenski fizik, filozof in kritik, * 26. oktober 1877, Hotinja vas, † 24. julij 1966, Ljubljana.

## Življenje in delo
Dolar je po končani gimnaziji v Mariboru (1898) študiral matematiko in fiziko na dunajski ter filozofijo na graški univerzi. Po diplomi (1905) je poučeval na I. državni gimnaziji v Ljubljani, nato od 1909-1938 v Kranju. Zanimala so ga predvsem vprašanja filozofije in pedagogike o čemer je pisal razprave v Popotniku, Ljubljanskem zvonu in drugih časopisih. (Čemu neki fizikalne vaje in kako jih uredimo?, 1912; Merske enote fizike, 1912; Bežek didaktik, Popotnik, 1920; Prirodoslovna izobrazba in vzgoja, Pedagoški zbornik, 1921; Kako dvignemo ljudsko izobrazbo in vzgojo, Popotnik, 1922; Reforma srednje šole, Pedagoški zbornik, 1925. Poleg strokovnih del je ocenjeval srednješolske učbenike ter zlasti sodobna slovenska filozofska dela A. Ušeničnika in F. Vebra.

## Dela
- Gleichgewicht einer ursprünglich ebenen, isotropen, elastischen Platte von endlicher Dicke, mit besonderer Berücksichtigung der dabei auftretenden Temperaturänderungen. Dissertation, Universität Graz, 1904 (handschriftlich)